# Folketingswahl 1935
- DKP: 2
- Social.: 68
- Rad. V.: 14
- Retsf.: 4
- Sonst.: 2
- Venstre: 28
- Kons.: 26
- Frie Folk.: 5

Die Folketingswahl 1935 am 22. Oktober war die 40. Wahl zum Folketing, der zweiten Kammer des dänischen Parlaments. Ausgeschrieben wurde die Wahl am 30. September desselben Jahres. Die regierenden Sozialdemokraten gewannen klar und erhielten fast die Hälfte aller Stimmen, ihr bis heute bestes Ergebnis bei einer Folketingwahl. Die liberale Venstre hingegen sackte massiv ab und lag nun gleichauf mit den Konservativen. Mitschuldig am Verlust der Venstre ist auch die Frie Folkeparti, die sich aus einer Abspaltung gründete und direkt mit über 3 Prozentpunkten in den Folketing einzog. Thorvald Stauning setzte seine Koalition mit der Radikale Venstre fort und bildete fortan die Regierung Stauning III.

## Wahlmodus
Wahlberechtigt zur Folketingswahl waren alle dänischen Staatsbürger, die das 25. Lebensjahr vollendet hatten und einen Wohnsitz in Dänemark besaßen. Ein Mandat wurde auf den Färöern verteilt, 148 Mandate wurden im übrigen Dänemark in einer Verhältniswahl vergeben. Dabei wurden zunächst 117 so genannte Wahlkreismandate (kredsmandater) auf die 23 Groß- und Amtskreise (stor- og amtskredse) aufgetrennt und dort nach dem regionalen Stimmverhältnis verteilt. Anschließend wurden landesweit nochmals weitere 31 Ausgleichsmandate (tillægsmandater) ausgegeben, um den Stimmverhältnissen möglichst nahe zu kommen. Für diese Mandatsverteilung kamen jedoch nur Parteien in Betracht, die ein Wahlkreismandat errungen hatten oder in mindestens einem der drei Landesteile die Stimmzahl erreicht haben, die dem Anteil der gültigen Stimmen pro zu vergebendem Mandat entspricht.

## Ergebnisse

### Dänemark
Die Slesvigske Parti und Samfundspartiet sind ausschließlich im Amtskreis Haderslev angetreten.
| Partei                                                                                        | Stimmen   | Prozent   | ± %       | Sitze     | ± Sitze   |
| --------------------------------------------------------------------------------------------- | --------- | --------- | --------- | --------- | --------- |
| Socialdemokratiet Sozialdemokraten                                                            | 759.102   | 46,1 %    | +3,4      | 68        | ▲ 6       |
| Det Konservative Folkeparti Konservative                                                      | 293.393   | 17,8 %    | −0,9      | 26        | ▼ 1       |
| Venstre Liberale Partei                                                                       | 292.247   | 17,8 %    | −6,9      | 28        | ▼10       |
| Det Radikale Venstre Sozialliberale                                                           | 151.507   | 09,2 %    | −0,2      | 14        | ▬ 0       |
| Det frie Folkeparti Freie Volkspartei                                                         | 052.793   | 03,2 %    | neu       | 05        | ▲ 5       |
| Danmarks Retsforbund Gerechtigkeitsbund                                                       | 041.199   | 02,5 %    | −0,2      | 04        | ▬ 0       |
| Danmarks Kommunistiske Parti Kommunistische Partei                                            | 027.135   | 01,6 %    | +0,5      | 02        | ▬ 0       |
| Danmarks national-socialistiske Arbejder-Parti Dänische Nationalsozialistische Arbeiterpartei | 016.257   | 01,0 %    | +1,0      | 0         | –         |
| Slesvigske Parti Schleswigsche Partei                                                         | 012.617   | 00,8 %    | +0,2      | 01        | ▬ 0       |
| Samfundspartiet Gemeinschaftspartei                                                           | 000.188   | 00,0 %    | neu       | 0         | –         |
|                                                                                               |           |           |           |           |           |
| Wahlberechtigte                                                                               | 2.044.997 | 2.044.997 | 2.044.997 | 2.044.997 | 2.044.997 |
| Abgegebene Stimmen                                                                            | 1.651.132 | 1.651.132 | 1.651.132 | 1.651.132 | 1.651.132 |
| Gültige Stimmen                                                                               | 1.646.250 | 1.646.250 | 1.646.250 | 1.646.250 | 1.646.250 |
| Wahlbeteiligung                                                                               | 80,7 %    | 80,7 %    | 80,7 %    | 80,7 %    | 80,7 %    |

### Färöer
Auf den Färöern wurde abweichend am 11. November gewählt. Als Vertreter von den Atlantikinseln zog Andrass Samuelsen in den Folketing ein. 
| Kandidat                              | Stimmen | Prozent |
| ------------------------------------- | ------- | ------- |
| Andrass Samuelsen (Sambandsflokkurin) | 2.732   | 41,2 %  |
| Jóannes Patursson (parteilos)         | 2.179   | 32,9 %  |
| Peter Mohr Dam (Javnaðarflokkurin)    | 1.717   | 25,9 %  |
|                                       |         |         |
| Wahlberechtigte                       | 12.021  | 12.021  |
| Abgegebene Stimmen                    | 6.663   | 6.663   |
| Gültige Stimmen                       | 6.628   | 6.628   |
| Wahlbeteiligung                       | 55,4 %  | 55,4 %  |